# Gustav Scheu
Gustav Scheu (* 7. Oktober 1875 in Wien, Österreich-Ungarn; † 9. März 1935 ebenda) war Rechtsanwalt in Wien und kurze Zeit auch Wiener Stadtpolitiker.

## Politik
Für die Sozialdemokraten (SDAP) wurde er im Dezember 1918 (nicht gewähltes) Mitglied des provisorischen Gemeinderats der Stadt Wien. Dieser wurde geschaffen, um den bisherigen, von Männern nach dem Kurienwahlrecht gewählten Gemeinderat bis zur ersten demokratischen Wahl durch Vertreter jener Parteien zu ergänzen, die unter diesem Wahlrecht kaum Aussicht auf politische Vertretung im Gemeinderat gehabt hatten. Der provisorische Gemeinderat amtierte bis Mai 1919.
Bei der Gemeinderatswahl vom 4. Mai 1919 waren erstmals alle erwachsenen Frauen und Männer Wiens mit Staatsbürgerschaft wahlberechtigt. Scheu wurde auf der Liste der Sozialdemokraten (SDAP) für den 16. Bezirk, Ottakring, in den Gemeinderat gewählt. Die SDAP-Fraktion wählte ihn in den 30-köpfigen Wiener Stadtrat, damals der Exekutivausschuss des Gemeinderats.
Dieser wurde nach einer Änderung des Wiener Stadtstatuts durch den damals mit sozialdemokratischer Mehrheit ausgestatteten Landtag von Niederösterreich am 1. Juni 1920 vom Stadtsenat Reumann (mit amtsführenden und nicht amtsführenden Stadträten, wie bis heute) abgelöst. Diesem gehörte Scheu nicht mehr an; seine Stadtratsfunktion war damit beendet.
Im bis 1923 amtierenden Wiener Gemeinderat, der vom 10. November 1920 an auf Grund der an diesem Tag in Kraft getretenen neuen Bundesverfassung auch als Wiener Landtag fungierte, blieb Scheu Abgeordneter und beschloss die Stadtverfassung für Stadt und Land Wien mit, die am 18. November 1920 in Kraft trat.

## Privates

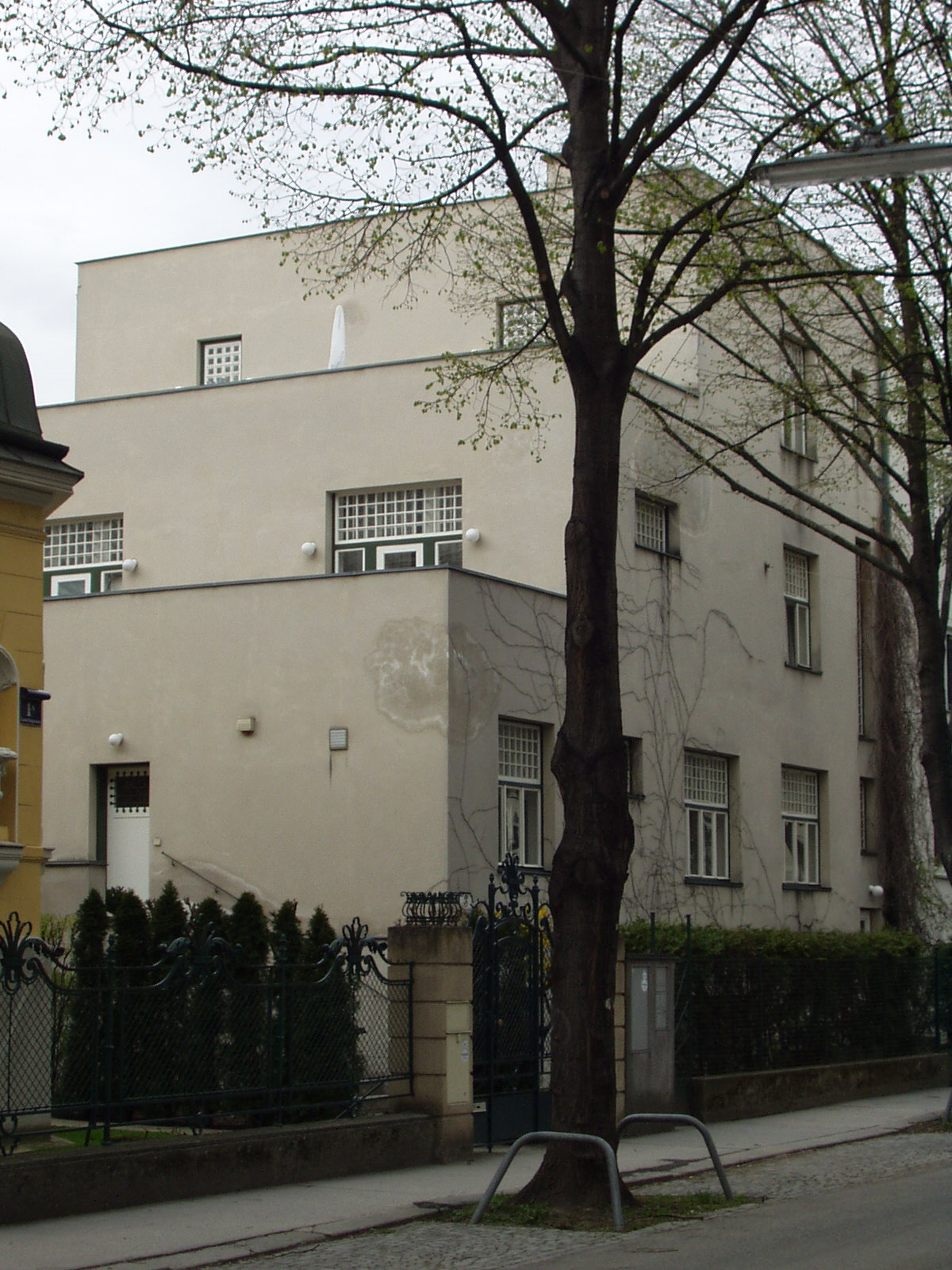
Larochegasse 3

Gustav Scheu war der Sohn von Josef Scheu, dem 1904 verstorbenen Gründer der österreichischen Arbeitersängerbewegung, nach dem die Scheugasse im 10. Wiener Gemeindebezirk benannt ist.
Gustav Scheu war seit 1904 mit der Wiener Journalistin und Verlegerin Helene Riesz verheiratet und hatte zwei Kinder. 1905 wurde ihr Sohn Friedrich, 1954–1972 Außenpolitikredakteur der Wiener Arbeiter-Zeitung und Buchautor, geboren, 1912 ihre Tochter Elisabeth († 2011), die in Wien und am Massachusetts Institute of Technology (MIT) Architektur studierte und in den USA eine bekannte Architektin wurde. Gemeinsam mit ihrem Mann Winston Close führte sie das Architekturbüro Close Associates in Minneapolis.
Gustav Scheu ließ 1912/1913 nach dem Entwurf von Adolf Loos die in der Architekturgeschichte Haus Scheu genannte Villa, 13., Larochegasse 3, errichten, wo das Paar dann wohnte. Helene Scheu-Riesz führte in der Larochegasse einen Salon, in dem Künstler wie Alban Berg, Oskar Kokoschka und Loos verkehrten.
1910 war Scheu in Lehmanns Wiener Adressbuch noch an der Wohnadresse 13., Trauttmansdorffgasse 5 verzeichnet; seine Rechtsanwaltskanzlei befand sich damals an der Adresse 7., Mariahilfer Straße 8, wo auch seine Frau als Schriftstellerin ihr Büro hatte. 1920 und 1930 stand die Rechtsanwaltskanzlei im Heinrichshof, 1., Opernring 3, gegenüber der Wiener Staatsoper, im Adressbuch.
Am 4. September 1928 übernahm Scheu als Rechtsanwalt die Verteidigung von Adolf Loos, der damals wegen des „Verbrechens der teils vollbrachten, teils versuchten Schändung; teils vollbrachten, teils versuchten Verführung zur Unzucht“ angeklagt wurde. Scheu zog am 6. September 1928 die Rechtsanwaltskanzlei Hans Stieglandt sowie später die Rechtsanwaltskanzlei Valentin Rosenfeld zu Loos’ Verteidigung hinzu. Loos wurde rechtskräftig, bedingt zu vier Monaten strengen Arrests wegen Verführung zur Unzucht verurteilt.
Am 12. Februar 1934 wurde die Sozialdemokratische Partei von der Diktaturregierung Dollfuß verboten.
Im Jahr darauf starb Gustav Scheu. Seine Urne wurde am 18. März 1935 im Urnenhain der Feuerhalle Simmering der Stadt Wien bestattet (Abteilung 8, Ring 3, Gruppe 1, Nr. 15). 1970 wurde hier die Urne seiner Witwe Helene beigesetzt. In der gleichen Grabstätte wurden auch die Urnen des Sohnes der beiden, Friedrich Scheu (1905–1985), und seiner Frau Herta (10. September 1912–1995) bestattet.